# کاما یوهانین
کاما یوهانین (لاتین: Comma Johanneum) یک عبارت درون یابی شده (کاما) در آیات 5: 7-8 از نامه یکم یوحنا است.
متن (با کاما به صورت مورب و محصور در کروشه) در کتاب مقدس پادشاه جیمز چنین است:
۷زیرا سه نفر هستند که [در آسمان، پدر، کلام و روح‌القدس] گواهی می‌دهند و این سه یکی هستند. ۸[و سه نفر هستند که در زمین شهادت می‌دهند]، روح و آب، خون، و این سه در یک توافق دارند.
— نسخه کینگ جیمز (1611)